# Přírodní park Petrovicko

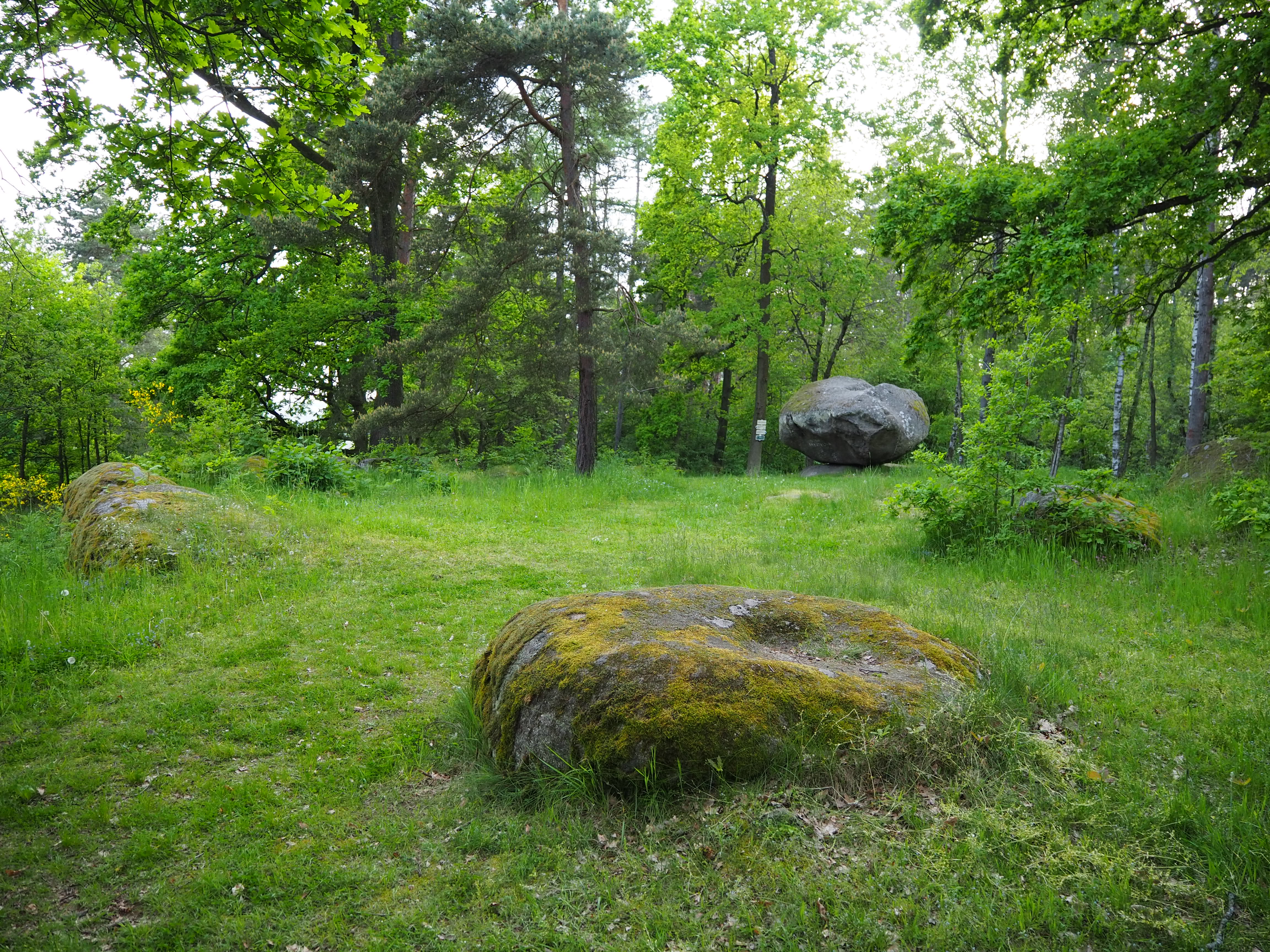
Seskupení kamenů u památky Husova kazatelna

Přírodní park Petrovicko byl zřízen koncem roku 2008 z důvodu ochrany krajinného rázu krajiny s významnými soustředěnými přírodními a estetickými hodnotami, zejména zachovanými charakteristickými geomorfologickými prvky, mimolesními dřevinami a remízy. Nachází se na celém katastrálním území Kojetín u Petrovic, Mašov, Obděnice, Petrovice u Sedlčan, Ratiboř I, Vilasova Lhota, Zahrádka u Petrovic, Žemličkova Lhota a na části katastrálního území Skoupý, v jihovýchodní části okresu Příbram.
Geologické podloží parku tvoří středočeský žulový pluton, který vlivem erozní činnosti vody dal vzniknout četným nepravidelně rozmístěným balvanům a kamenným skalkám, vytvářejícím malebné krajinné dominanty. Na některých místech se vyskytují vzácné a chráněné rostliny. Na území se dochovala v podstatě sídlištní struktura z období kolonizace hvozdu (12.-13. století) a celistvá rybniční soustava z 15.-16. století.

## Přírodní památky
Na území přírodního parku leží tři maloplošně chráněná území:
- PP Husova kazatelna
- PP Vrškámen
- PP Horní a Dolní obděnický rybník